# Miracorvina angolensis
Miracorvina angolensis är en fiskart som först beskrevs av Norman, 1935.  Miracorvina angolensis ingår i släktet Miracorvina och familjen havsgösfiskar. Inga underarter finns listade i Catalogue of Life.